# Follikelstimulerend hormoon

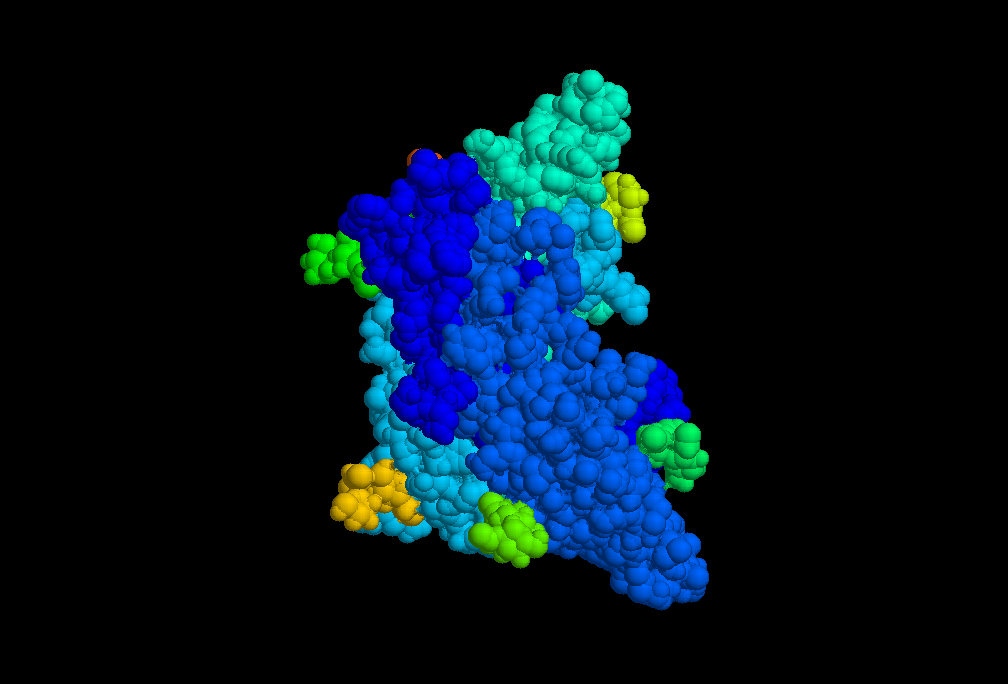
De atoomstructuur van FSH

Het follikelstimulerend hormoon (afgekort FSH, ook wel follitropine genoemd) wordt afgegeven door de hypofyse, samen met het luteïniserend hormoon (LH). Onder invloed van deze hormonen wordt de hormoonproductie van andere geslachtshormonen geregeld. FSH stimuleert bij de vrouw de groei en rijping van follikels in de eierstokken, en zet de follikels aan tot productie van oestrogenen. Bij de man bevordert FSH de vorming van zaadcellen in de teelballen door stimulatie van de Sertolicellen. Bepaalde andere geslachtshormonen remmen de hypofyse in de afgifte van FSH (tegenkoppeling).

## FSH-preparaten
Gezonde vrouwen maken uit zichzelf voldoende FSH aan om elke maand een eisprong te hebben. Bij vrouwen die geen eisprong hebben (anovulatie), of vrouwen die een IVF-, ICSI- of gestimuleerde IUI-behandeling ondergaan, wordt via injecties extra FSH toegediend. Er zijn verschillende soorten FSH-preparaten op de markt verkrijgbaar:
- Fostimon:[1] dit wordt gewonnen uit urine van vrouwen in de overgang ('Grootmoeders voor moeders'). Het resultaat is volledig natuurlijke FSH, echter mogelijk zeer licht verontreinigd met andere stoffen (zoals LH en andere humane eiwitten) die in urine aanwezig kunnen zijn. De wetenschappelijke naam voor Fostimon is urofollitropine. Een andere naam voor Fostimon is Bravelle.
- Menopur:[2] ook dit wordt gewonnen uit urine van vrouwen in de overgang. Hierbij worden echter zowel de FSH als de LH-hormonen uit de urine gehaald, in een verhouding die van nature voorkomt bij vrouwen tijdens de folliculaire fase (de fase waarin de eicellen rijpen). Het samenstel van FSH en LH wordt humaan Menopauzaal Gonadotrofine (afkorting: hMG, kortweg: Menotrofine) genoemd. Andere namen voor Menopur zijn Humegon, Menogon en Pergonal.
- Gonal-F:[3] de werkzame stof is follitropine alpha, dat in laboratoria wordt verkregen door het te kweken in Chinese-hamsterovariumcellijnen met behulp van recombinante DNA-technieken. Dit resulteert in zeer zuivere FSH.
- Puregon:[4] de werkzame stof is follitropine bèta. Ook dit preparaat is het resultaat van recombinante DNA technieken.

FSH die verkregen is uit recombinante DNA-technieken (zoals bij Gonal-F en Puregon) wordt aangeduid met rFSH.
Onderzoek uit 1996 leek erop te wijzen dat het gebruik van in het laboratorium gemaakte rFSH (Gonal-F, Puregon) leidde tot een significant groter aantal eicellen dan bij het gebruik van de humane hormonen (Fostimon, Menopur). Later onderzoek toonde echter aan dat er meer voldragen zwangerschappen zijn bij gebruik van de humane hormonen.

## Fysiologie

### Menstruele cyclus
De hormonen FSH en LH worden door de hypofyse geproduceerd en spelen bij de vrouw een belangrijke rol in de menstruatiecyclus. Gedurende de eerste twee weken van de menstruele cyclus (de folliculaire fase) stimuleert FSH samen met LH de groei en rijping van follikels in de eierstokken en de productie van oestrogenen. Na de ovulatie, in de luteale fase, zorgt LH samen met FSH voor de aanmaak van progesteron door het corpus luteum. Progesteron remt de LH- en FSH-productie, waardoor deze hormonen uiteindelijk weer in een lage concentratie aanwezig zijn.
Onder invloed van progesteron wordt het baarmoederslijmvlies voorbereid op de innesteling van de bevruchte eicel (blastocyste). Indien een zwangerschap uitblijft zal de productie van progesteron door het corpus luteum geleidelijk aan gaan dalen, hetgeen uiteindelijk resulteert in een menstruele bloeding.  
Indien een zwangerschap optreedt neemt het zwangerschapshormoon hCG de stimulatie van progesteron over en zal er geen menstruele bloeding optreden.

### Menopauze
Naarmate een vrouw ouder wordt, daalt de hoeveelheid nog aanwezige eicellen. Zo rond de leeftijd van vijftig jaar daalt het aantal nog aanwezige eicellen tot onder een kritische grens en vindt er uiteindelijk geen ovulatie (en dientengevolge ook geen menstruatie) meer plaats. De productie van oestrogenen na de menopauze is zeer laag. Door het gebrek aan oestrogeen valt de terugkoppeling weg en begint de hypofyse meer FSH en LH te produceren. Tijdens de menopauze zijn de waarden van FSH en LH dus sterk verhoogd hetgeen in het bloed gemeten kan worden in een klinisch-chemisch laboratorium.

### FSH bij de man
Bij de man stimuleert FSH de aanmaak en rijping van zaadcellen. De FSH-concentratie is bij mannen vanaf de puberteit betrekkelijk constant.

## FSH-meting
FSH kan in het bloed worden gemeten in een klinisch-chemisch laboratorium. Indicaties voor het meten van FSH in bloed (vaak in combinatie met andere hormonen) zijn:
- onderzoek naar de oorzaak van onvruchtbaarheid bij zowel mannen als vrouwen
- onderzoek naar de oorzaken van een te vroege of te late puberteit bij kinderen
- onderzoek naar de oorzaken van een onregelmatige menstruele cyclus
- aanwijzingen voor een niet goed werkende hypofyse
- het vaststellen van menopauze

Een van de indicaties voor het meten van FSH in bloed, is om een aanwijzing te krijgen of er nog eicellen aanwezig zijn. Er wordt dan op de tweede of derde dag van de menstruatiecyclus bloed (serum) afgenomen, waarna de hoeveelheid FSH wordt gemeten.
Uit de meting komt een waarde in U/l (units per liter; unit = eenheid enzymactiviteit). Afhankelijk van het meetsysteem dat het onderzoekslab hanteert, wordt een waarde van 10 U/l of van 15 U/l als bovengrens gezien. Komt de FSH-waarde boven deze grens uit, dan is de kans op zwangerschap minimaal. 
Een waarde boven 10 U/l dan wel 15 U/l betekent nog niet dat een vrouw in de overgang (menopauze) is. Als aanwijzing dat de menopauze is begonnen, wordt uitgegaan van LH- en FSH-waarden in het serum continu hoger dan 30 U/l met een LH/FSH-verhouding van meestal groter dan 1,5.